# Orden al Mérito en la Cultura y el Arte
La Orden al Mérito en la Cultura y el Arte (en ruso: Орден «За заслуги в культуре и искусстве») es una condecoración estatal de la Federación de Rusia establecido por Decreto del Presidente de la Federación Rusa N.º 460 del 9 de agosto de 2021, destinada a recompensar los méritos de los ciudadanos de Rusia y extranjeros en el campo de la cultura y el arte.

## Estatuto de concesión

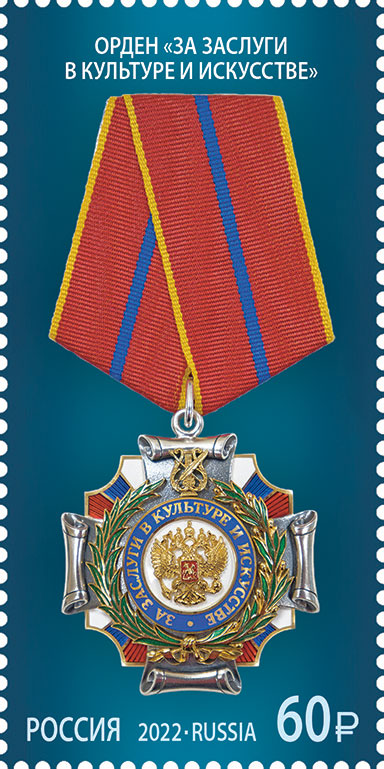
La Orden al Mérito en la Cultura y el Arte en un sello de correos ruso de 2022

De acuerdo con el estatuto de concesión de la condecoración, aprobado por el Decreto del Presidente de la Federación de Rusia del 9 de agosto de 2021 N.º 460 «sobre el establecimiento de la Orden al Mérito en la Cultura y el Arte y la Medalla por Obras en la Cultura y el Arte», los ciudadanos de la Federación de Rusia reciben la Orden al Mérito en la Cultura y el Arte, porː
- La producción de representaciones teatrales, películas y películas para televisión, obras literarias y musicales, conciertos y programas circenses, programas de televisión y radio, obras de arte monumentales y decorativas que hayan obtenido un amplio reconocimiento por parte del público y la comunidad profesional;
- El planeamiento y realización de conjuntos arquitectónicos, de edificios y de estructuras singulares;
- La creación de imágenes de alto contenido artístico en representaciones teatrales y cinematográficas, obras de pintura, escultura y gráfica;
- Una gran contribución al estudio, preservación y popularización de la cultura y el arte rusos y el patrimonio cultural de los pueblos de la Federación de Rusia;
- Méritos especiales en la organización y realización de la restauración de los sitios del patrimonio cultural de los pueblos de la Federación Rusa y la creación de reservas históricas y culturales;
- Méritos en actividades educativas en el campo de la cultura y el arte, la educación patriótica y militar-patriótica de la juventud;
- Méritos en el desarrollo de un sistema de educación profesional en las artes con el fin de preparar a los trabajadores creativos para todo tipo de actividades culturales, incluidas las actividades en el campo de la música académica, el arte de la ópera y el ballet, el teatro dramático, la cinematografía, la creatividad (industrias creativas), en haber proporcionado una alta profesionalidad de los artistas rusos y su competitividad a nivel internacional;
- Una gran contribución a la creación y desarrollo de organizaciones, asociaciones, movimientos de niños y jóvenes enfocados en actividades creativas, voluntarias, caritativas y educativas;
- Méritos en el establecimiento, desarrollo y mantenimiento de lazos culturales y humanitarios internacionales;
- Otros méritos en el campo de la cultura y el arte.

La orden se puede otorgar a ciudadanos extranjeros para recompensar la participación activa en las actividades creativas de las organizaciones culturales y artísticas rusas, una gran contribución a la implementación de proyectos conjuntos con la Federación Rusa en el campo de la cultura y el arte, y la popularización y promoción de la cultura y el arte rusos en el extranjero que hayan atraído inversiones en el desarrollo de la cultura y el arte rusos.
La insignia de la orden se lleva en el lado izquierdo del pecho y, en presencia de otras órdenes de la Federación de Rusia, se coloca justo después de la insignia de la Orden de Pirogov. El estatuto permite el uso de una copia en miniatura de la insignia de la orden para ocasiones especiales y posible uso diario en ropa de civil; esta copia en miniatura se coloca justo después de la copia en miniatura de la insignia de la Orden de Pirogov.
Cuando se usa en el uniforme, la cinta de la Orden en la tapeta se lleva después de la cinta de la Orden de Pirogov. En la ropa de civil, la cinta tiene forma de escarapela para colocarse en el lado izquierdo del pecho.

## Descripción

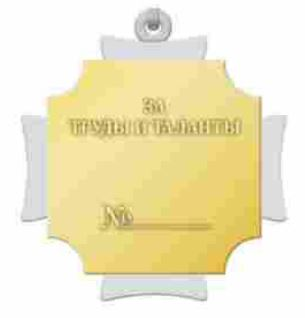
Reverso de la Orden

La insignia está hecha de plata esmaltada y tiene la forma de una cruz equilátera recta con extremos en forma de cartucho, superpuesta a una placa cuadrada de plata con esquinas talladas y de color dorado y esmaltada con los colores de la bandera de Rusia. En el centro de la cruz hay un medallón redondo de plata con un borde convexo cubierto con esmalte blanco en el que hay una imagen en relieve del Escudo de Rusia de color dorado. A lo largo de la circunferencia del medallón, en un borde de esmalte azul claro, se encuentra la inscripción en letras mayúsculas doradas en relieve «ЗА ЗАСЛУГИ В КУЛЬТУРЕ И ИСКУССТВЕ» (POR MÉRITOS EN LA CULTURA Y EL ARTE).
El medallón está bordeado por una corona de ramas de olivo y palma. Los extremos de las ramas se cruzan en la parte inferior y se atan con una cinta dorada. En la parte superior de la cruz hay una imagen en relieve de una lira; superpuesta a ella está la imagen de una pluma cruzada con un pincel de arte. Ambas imágenes están doradas. La distancia entre los extremos opuestos de la cruz es de 40 milímetros.
En el reverso de la insignia está grabado el lema de la orden en letras mayúsculas en relieve «ЗА ТРУДЫ И ТАЛАНТЫ» (POR OBRAS Y TALENTOS). A continuación se encuentra el número de serie de la orden.
La medalla está conectada con un ojal y un anillo a un bloque pentagonal cubierto con una cinta de muaré de seda rojo con rayas amarillas en los bordes y una franja azul longitudinal en el centro. La cinta en su conjunto tiene 24 milímetros de ancho, la franja azul es de 2 milímetros y el borde amarillo de 1 milímetros.
En el bloque se usa una copia en miniatura de la insignia. La distancia entre los extremos de la cruz es de 15,8 milímetros, la altura del bloque desde la parte superior de la esquina inferior hasta el centro del lado superior es de 19,2 milímetros, la longitud del lado superior de 10 milímetros, la longitud de cada uno de los lados es de 10 milímetros y la longitud de cada uno de los lados que forman el ángulo es inferior a 10 milímetros.
Cuando se lleva la cinta de la Orden del Mérito en la Cultura y el Arte en el uniforme se utiliza una cinta de 8 milímetros de alto por 24 milímetros de ancho. En la cinta de la orden hay una escarapela con una imagen en miniatura de la orden en metal esmaltado. La distancia entre los extremos de la cruz es de 13 milímetros. El diámetro de salida es de 15 milímetros.